# Ražanj (gemeente)
Ražanj (Servisch: Ражањ) is een gemeente rondom de gelijknamige plaats in het Servische district Nišava.
Ražanj telt 11.369 inwoners (2002). De oppervlakte bedraagt 289 km², de bevolkingsdichtheid is 39,3 inwoners per km².